# Jesús Hernández Córdova
Jesús Isaac Hernández Córdova (Cumaná, Estado Sucre, Venezuela; 6 de enero de 1993) es un futbolista venezolano que juega como delantero en el Estudiantes de Mérida Fútbol Club de la Primera División de Venezuela.

## Participaciones internacionales

### Campeonato Sudamericano Sub-20
| Sudamericano Sub-20 | Sede      | Resultado     | Partidos | Goles |
| ------------------- | --------- | ------------- | -------- | ----- |
| Sudamericano 2013   | Argentina | Primera ronda | 1        | 0     |

## Clubes
| Club                  | País      | Año           | Partidos | Goles |
| --------------------- | --------- | ------------- | -------- | ----- |
| Deportivo Anzoátegui  | Venezuela | 2010-2013     | 50       | 1     |
| Aragua FC             | Venezuela | 2014          | 3        | 0     |
| Llaneros EF           | Venezuela | 2014          | 15       | 2     |
| Monagas SC            | Venezuela | 2015          | 0        | 0     |
| ACD Lara              | Venezuela | 2015-2017     | 69       | 26    |
| Belenenses            | Portugal  | 2017          | 7        | 1     |
| ACD Lara              | Venezuela | 2018-2019     | 50       | 15    |
| Audax Italiano        | Chile     | 2019          | 23       | 4     |
| Deportes Iquique      | Chile     | 2020          | 18       | 1     |
| ACD Lara              | Venezuela | 2021          | 29       | 7     |
| Envigado FC           | Colombia  | 2022          | 42       | 14    |
| Carabobo F.C          | Venezuela | 2023          | 22       | 2     |
| Deportivo Táchira     | Venezuela | 2024          | 6        | 1     |
| Once Caldas           | Colombia  | 2024          | 13       | 1     |
| Estudiantes de Mérida | Venezuela | 2025-presente |          |       |

## Palmarés

### Títulos nacionales
| Título         | Club                 | País      | Año  |
| -------------- | -------------------- | --------- | ---- |
| Copa Venezuela | Deportivo Anzoátegui | Venezuela | 2012 |